# Вильфанд, Роман Менделевич
Роман Менделевич Вильфанд (род. 13 июня 1948, Киев, УССР, СССР) — советский и российский метеоролог, почётный профессор МГУ, доктор технических наук, заслуженный метеоролог Российской Федерации (2003). Директор «Гидрометцентра России» (2001—2018), научный руководитель Гидрометцентра России с июня 2018 года. Член коллегии Росгидромета и член научно-технического совета Росгидромета.

## Биография
Роман Менделевич Вильфанд родился 13 июня 1948 года в Киеве. В 1966 году переехал в Москву. В 1971 году окончил Московский государственный университет (кафедра метеорологии и климатологии на географическом факультете). Остался в аспирантуре своего факультета. С 1985 года стал доцентом.
Работал по специальности в Институте водных проблем АН СССР. В 1973 году перешёл в Гидрометцентр СССР. С 2001 года по 2018 год — директор «Гидрометцентра России», с конца 2019 по февраль 2020 года — исполняющий обязанности директора «Гидрометцентра России».
С 6 июня 2018 года — научный руководитель «Гидрометцентра России».
Почётный профессор МГУ
Доктор технических наук (2006). Награжден орденом Почёта (2009).
Женат, имеет дочь.

## Публикации
Автор ряда публикаций, среди них:
- Вильфанд Р. М. Аномальные синоптические процессы: комплексный подход к их диагностике и прогностическому использованию.
- Вильфанд Р. М. Исследование возможностей увеличения предела предсказуемости метеорологических величин посредством оптимальной комплексации мультимодельных ансамблевых прогнозов ведущих прогностических центров.
- Вильфанд Р. М. Оценка статистической неоднородности климатических временных рядов по данным наблюдений и результатам физико-математического моделирования прошлого и будущего климата с целью выявления периодов повышенной предсказуемости метеорологических процессов и крупных аномалий погоды на сезон — год — несколько лет.
- Вильфанд Р. М. Подготовка и предоставление научно-прогностической продукции, содержащей результаты гидрометеорологического моделирования состояния атмосферы.
- Вильфанд Р. М. Развитие технологий глобальных и региональных прогнозов на срок до сезона. Обеспечение функционирования и развития Северо-Евразийского регионального климатического центра.
- Вильфанд Р. М. Разработка стратегии гидрометеорологического обеспечения социально-экономического развития Российской Федерации до 2030 г.
- Bundel A. Yu., Kryzhov V. N., Min Young-Mi, Khan V. M., Vilfand R. M., Tishchenko V. A. Assessment of probability multimodel seasonal forecast based on the APCC model data.
- Vil’fand R. M., Rivin G. S., Rozinkina I. A.. Cosmo-ru system of nonhydrostatic mesoscale short-range weather forecast of the hydrometcenter of russia: The first stage of realization and development.
- Vil’fand R. M., Vasil’ev P. P., Vasil’eva E. L., Veselova G. K., Gorlach I. A. Medium-range forecast of air temperature and of some dangerous phenomena using the technique of the hydrometcenter of Russia.
- Vil’fand R. M., Rivin G. S., Rozinkina I. A. Mesoscale weather short-range forecasting at the Hydrometcenter of Russia, on the example of COSMO-RU.
- Khan V. M., Kryzhov V. N., Vil’fand R. M., Tishchenko V. A., Bundel' A.Yu. Y. Multimodel approach to seasonal prediction.
- Vil’fand R. M., Tishchenko V. A., Khan V. M. Statistical forecast of temperature dynamics within month on the basis of hydrodynamic model outputs.
- Roget E., Вильфанд Р. М., Тищенко В. А., Studying the development of atmospheric processes associated with blocking and quasistationary anticyclones in the Atlantic European sector.

## Конференции
Является организатором ряда конференций, среди них:
- Международная конференция по проблемам гидрометеорологической безопасности (г. Москва, 26-29 сентября 2006 г.);
- Первая Международная Научно-практическая конференция «Использование гидрометеорологической информации для нужд энергетической отрасли Российской Федерации» (г. Москва, 21-22 апреля 2009 г.);
- Научная конференция «175 лет Гидрометслужбе России — научные проблемы и пути их решения» (26-27 мая 2009 г.).